# Pont autoroutier de Jiujiang
Le pont autoroutier de Jiujiang est un pont à haubans traversant le Yangzi Jiang et reliant les villes de Jiujiang (九江) dans le Jiangxi et le xian du Huangmei (黄梅) dans le Hubei.